# Script shell

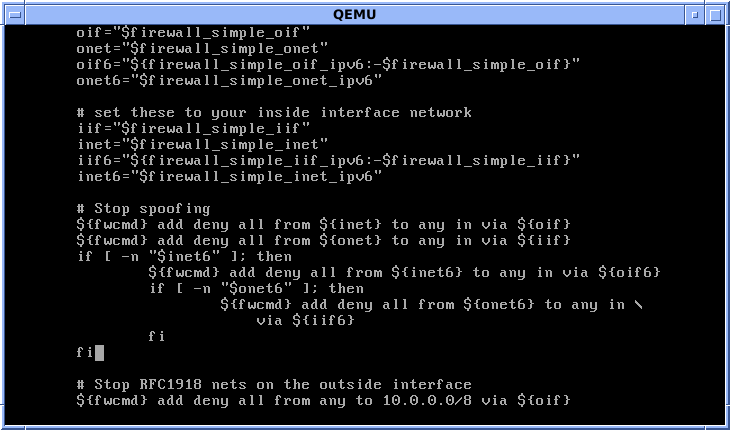
Exemple de script shell.

Un script shell est un programme informatique développé pour fonctionner dans un  interpréteur de commandes shell Unix. Il utilise des commandes de terminal comme code. Un shell script est un fichier finissant avec l'extension .sh.
Le terme est aussi utilisé de façon plus large pour désigner l'utilisation automatisée d'une interface système (shell) ; chaque système d'exploitation utilise une dénomination particulière pour ces fonctions notamment batch files (pour MS-DOS-Win95, OS/2), procedure commands  (VMS) et scripts shell.
Les shells les plus courants pour les systèmes Unix ou type Unix sont le Korn shell (ksh), le Bourne shell (bsh) et Bourne-Again shell (bash). Mêle pour des systèmes ayant un shell différent, tel que Zsh sur macOS, ces shells sont présents pour assurer la rétro-compatibilité.

## Histoire
Le shell script a été créé en même temps que l'Interpréteur de commandes BSH en 1977. Il était conçu pour exécuter plusieurs commandes plus rapidement et simplement.

## Exemple
```
echo
 
"Hello World"

read
 
-p
 
"Quel est votre nom ?"
 
name

echo
 
"Votre nom est 
$name
"

```